# Parada de Av. Naciones (TRAM Alicante)
Av. Naciones es una parada del TRAM Metropolitano de Alicante donde prestan servicio las líneas 4 y 5. Está situada en el barrio Cabo de la Huerta.

## Localización y características
Se encuentra ubicada en la avenida Goleta, en un extremo de su parque longitudinal. En esta parada se detienen los tranvías de las líneas 4 y 5. Es la última parada del tramo de doble vía de la línea, a partir de aquí comienza el bucle de la playa. Dispone de dos andenes y dos vías.

## Líneas y conexiones
| << Cabecera    | < Estación | Línea | Estación >   | Cabecera >>        |
| -------------- | ---------- | ----- | ------------ | ------------------ |
| Luceros        | Tridente   |       | Cabo Huertas | Plaza de La Coruña |
| Puerta del Mar | Tridente   |       | Cabo Huertas | Plaza de La Coruña |

Enlace con la línea de bus interurbano TAM (Alcoyana): Línea 21, Alicante-Playa San Juan-El Campello